# Parisomorphus ganglbaueri
Parisomorphus ganglbaueri är en skalbaggsart som beskrevs av Leon Fairmaire 1901. Parisomorphus ganglbaueri ingår i släktet Parisomorphus och familjen Dynastidae. Inga underarter finns listade i Catalogue of Life.